# Cathy Hopkins
Cathy Hopkins (ur. 23 stycznia 1953 w Manchesterze), brytyjska pisarka. W dzieciństwie przeprowadziła się do Kenii, gdzie mieszkała przez 6 lat. Obecnie mieszka w Londynie.

## Twórczość
Cathy Hopkins od 1987 roku zajmuje się pisaniem kreskówek i komedii, zaś od 2000 roku science fiction.

### SeriaKumpelki, randki i...
Cathy Hopkins napisała m.in. serię książek pt.: Kumpelki, randki i....

#### Lista książek serii pt.:Kumpelki randki i...
1. Kumpelki, randki i Tajemniczy nieznajomy
2. Kumpelki, randki i Kosmiczne pocałunki
3. Kumpelki, randki i Księżniczki z Portobello
4. Kumpelki, randki i Nocne tajemnice
5. Kumpelki, randki i Złamane serca
6. Kumpelki, randki i Koszmarne błędy
7. Kumpelki, randki i Rodzinne tajemnice
8. Kumpelki, randki i Wielkie pokusy
9. Kumpelki, randki i Włoska przygoda
10. Kumpelki, randki i Serca z czekolady
11. Kumpelki, randki i... Ty